# خافيير غونزاليس (سياسي)
خافيير غونزاليس (بالإسبانية: Javier M. Gonzales)‏ هو سياسي أمريكي، ولد في 1966 في الولايات المتحدة. حزبياً، نشط في الحزب الديمقراطي.